# Conversation Intercom
Conversation Intercom is een Engelstalige single van de Belgische band Soulwax uit 1998. Voor de alternatieve single werd het geremixt door David Bascombe.
De single bevatte daarnaast een "Vocoder intermix" gemaakt door John Schmerzel.
Het nummer verscheen op het album Much Against Everyone's Advice.

## Meewerkende artiesten
- Producer
  - David Sardy
- Remix
  - John Schmerzel
  - David Bascombe
- Muzikanten
  - David Dewaele (backing vocals, gitaar)
  - Stefaan Van Leuven (basgitaar)
  - Stéphane Misseghers (drums)
  - Stephen Dewaele (backing vocals, zang)